# 坎波达尔塞戈
坎波达尔塞戈（義大利語：Campodarsego），是意大利威尼托大区帕多瓦省的一个市镇。总面积25.61平方公里，人口13840人，人口密度540.4人/平方公里（2009年）。国家统计（ISTAT）代码为028017。